# U-112 assalto al Queen Mary
U-112 assalto al Queen Mary (Assault on a Queen) è un film del 1966 diretto da Jack Donohue.

## Trama
Un gruppo di avventurieri trova un sommergibile tedesco della seconda guerra mondiale affondato. Lo recupera e prepara una rapina assaltando il transatlantico Queen Mary.